# Cerastium sinaloense
Cerastium sinaloense là loài thực vật có hoa thuộc họ Cẩm chướng. Loài này được D.A.Good mô tả khoa học đầu tiên năm 1984.